# 冨山保
冨山 保（とみやま たもつ、1888年4月28日 - 1972年12月12日）は、日本の工学者。電気化学専攻。横浜高等工業学校校長を経て、初代横浜国立大学学長や、第9代電気化学協会会長を務めた。正三位勲二等瑞宝章。

## 人物・経歴
茨城県水戸市出身。水戸市橦木町士族。1909年東京高等工業学校（のちの東京科学大学）電気科電気化学分科研究修了卒業。1913年東北帝国大学理科大学特待学生選定。1914年東北帝国大学理科大学化学科卒業。明治専門学校（のちの九州工業大学）教授、横浜舎密研究所主任等を経て、1926年東洋窒素工業取締役。1928年東北帝国大学理学博士。1929年松尾鉱業顧問。1935年横浜高等工業学校校長に就任。1948年横浜工業専門学校講堂が焼失し、官吏懲戒令に依り譴責処分を受けた。
同年から大学設置委員会委員として横浜国立大学の設立にあたった。当初「横浜大学」の名称で大学設立を申請したものの、大学設置委員会第1審議会（主査：上原専禄一橋大学学長）で名称競合が問題とされた。また、神奈川新聞では「湘南大学」等の名称にすべきとの報道がなされ、横浜市教育委員会からも「国立大学は別の名称にするのが当然である」とのコメントがされた。
これに対し「国立横浜大学と市立横浜大学が並列しても支障はない」と反論し、横浜市立経済専門学校の前田幸太郎校長及び横浜専門学校の米田吉盛校長と協議を行った。大学設置委員会でも「名称中に「国立」を挿入することは承認し難い」と批判されたが、委員らの説得を行い、1949年に横浜国立大学が発足すると初代学長に就任した。同年から1951年まで電気化学協会会長。
新制横浜国立大学では、工学部の教育研究体制の充実などを進め、大学院工学研究科の設立を構想するなどしたが、旧制大学から移行した大学にのみ大学院の設置が認められるなどの、文部省による差別的取り扱いへの反対を表明し任期半ばで退官した。その後、横浜国立大学では神戸大学工学部や、広島大学工学部と連携して働きかけを行い、1963年に大学院工学研究科修士課程の設立が認められた。
退官後は、1952年に日本カーバイド工業取締役に就任。1953年日本カーバイド工業常務取締役兼松尾鉱業取締役。1956年日本カーバイド工業専務取締役。1958年に横浜国立大学工学部化学研究費として金拾万円を寄付し紺綬褒章を受章。1959年日本カーバイド工業専務取締役を退任し、同社顧問に就任。1962年全国発明表彰経済団体連合会会長発明賞受賞。1967年勲二等瑞宝章受章。1972年従三位追贈とともに、特旨を以て位一級を追陞せられ正三位に叙せられた。

## 著書
- 『電気化学工業』千倉書房 1938年